# Halictus subpetraeus
Halictus subpetraeus är en biart som beskrevs av Blüthgen 1933. Halictus subpetraeus ingår i släktet bandbin, och familjen vägbin. Inga underarter finns listade i Catalogue of Life.